# Леонид Петровски
Леонид Григориевич Петро̀вски (на руски: Леонид Григорьевич Петро̀вский) е съветски военен деец от Гражданската война в Русия и Втората световна война, генерал-лейтенант.
Роде е в селището Шчербиновски рудник (на руски: Щербиновский рудник), днес град Дзержинск, Донецка област, Украйна.
Комунист от 1916 г., 2 г. по-късно Петровски постъпва в Червената армия. През Гражданската война (1918 – 1922) е командир на полк. След победата на болшевиките завършва Военната академия на РККА (1922) и курсове за усъвършенстване на командния състав (1928). Служи до 1938 г. и, след кратко прекъсване, от декември 1940 г. 
По времето, когато Нацистка Германия напада Съветския съюз (22 юни 1941 г.), Петровски е със звание генерал-лейтенант и командва 63-ти стрелкови корпус в състава на 21-ва армия от Западния фронт. На 13 юли, дни след началото на Смоленското сражение, Петровски повежда корпуса си в контраофанзива през река Днепър южно от Могильов, който е обкръжен от немците. Първоначалните му успехи принуждават командването на германската група армии „Център“ да отклони част от войските си от московското направление на юг, към заетите от Петровски селища Рогачов и Жлобин.  В резултат на германския контраудар при Гомел 63-ти корпус попада в обкръжение. При опит да го разкъса Леонид Петровски е смъртно ранен на 17 август. 